# Pardosa subalpina
Pardosa subalpina este o specie de păianjeni din genul Pardosa, familia Lycosidae, descrisă de Schenkel, 1918.
Este endemică în Elveția. Conform Catalogue of Life specia Pardosa subalpina nu are subspecii cunoscute.